# Мыктыбаев, Искак Мыктыбаевич
Искак Мыктыбаевич Мыктыбаев (1898, Алексеевская волость, Акмолинский уезд, Российская империя — 1943) — советский государственный деятель. Нарком мясной и молочной промышленности Казахской ССР.

## Биография
Искак Мыктыбаевич Мыктыбаев родился в 1898 году в Алексеевской волости Акмолинского уезда в семье скотовода. По национальности казах. Он окончил сельскую школу и прошёл трёхмесячный курс политграмоты. С детства работал в собственном хозяйстве, занимаясь скотоводством в течение восьми лет.

### Трудовая деятельность
В 1920—1925 годах заместитель председателя волостного ревкома, член Карабулакского волостного исполкома, секретарь Карабулакского волостного исполкома, затем заместитель председателя волостного исполкома на станции Аккуль Акмолинской области.
В 1925—1927 годах заведующий отделом местного хозяйства Акмолинского уездного исполкома, заведующий Акмолинским уездным земуправлением и уездной земкомиссией, член Акмолинского уездного исполкома.
В 1927—1928 годах член Кокчетавского уездного исполкома и заместитель заведующего уездным земуправлением.
В 1928—1929 годах заведующий Павлодарским окружным земуправлением.
В 1929—1931 годах заместитель председателя, член правления, руководитель сектора снабжения краевой конторы «Казкоопхлебживсоюз».
В 1931—1932 годах управляющий краевой конторой «Союзконь».
В 1932—1933 годах заместитель управляющего краевой конторой «Союззаготскот».	
В 1933—1934 годах управляющий Карагандинской областной конторы «Союззаготскот» в Петропавловске.
В 1934—1940 годах студент Всесоюзной академии пищевой промышленности имени В. И. Сталина в Москве. Диплом инженера-технолога мясной промышленности.
По завершении обучения назначен начальником производственного отдела «Казмясо».
С июля 1940 по март 1943 года нарком мясомолочной промышленности Казахской ССР.